# Aardman Animations
Aardman Animations Limited (viết cách điệu là AARDMAN kể từ năm 2022), thường được biết đến với tên gọi đơn giản là Aardman, là một hãng phim hoạt hình có trụ sở chính đặt ở Bristol, Anh. Được thành lập vào ngày 12 tháng 4 năm 1972 bởi Peter Lord và David Sproxton, Aardman nổi tiếng thông qua việc tạo ra những bộ phim hoạt hình có sử dụng mô hình đất sét bằng công nghệ hoạt hình tĩnh vật. Xuyên suốt lịch sử, Aardman sản xuất nhiều thương hiệu và bộ phim nổi bật bao gồm Morph, Wallace & Gromit, Phi đội gà bay, và Những chú cừu thông minh.
Tính đến tháng 2 năm 2020, những bộ phim do Aardman sản xuất đã thu về tổng doanh thu hơn 1,1 tỷ USD trên toàn cầu, với mỗi phim trung bình đều thu về 135,6 triệu USD. Nhiều tác phẩm của hãng đa phần đều được giới chuyên môn đánh giá cao, với tác phẩm điện ảnh đầu tay Phi đội gà bay (2000) đang là bộ phim có doanh thu cao nhất của hãng và là bộ phim hoạt hình tĩnh vật có doanh thu cao nhất mọi thời đại.